# Рисман, Марк
Марк Рисман (нем. Marc Rissmann, или нем. Marc Rißmann; род. 1980, Берлин, Германия) — немецкий актёр, режиссёр и сценарист.

## Биография
В октябре 2017 стало известно, что Рисман сыграет роль генерал-капитана Золотых Мечей Гарри Стрикленда в восьмом сезоне сериала канала HBO «Игра престолов».

## Фильмография
| Год       |   | Русское название        | Оригинальное название      | Роль             |
| --------- | - | ----------------------- | -------------------------- | ---------------- |
| 2015      | с | Спецотряд «Кобра 11»    | Alarm für Cobra 11         | гоночный инженер |
| 2017      | с | Последнее королевство   | The Last Kingdom           | Текил            |
| 2017      | с | В пустыне смерти        | Into the Badlands          | Нос              |
| 2018      | ф | Оверлорд                | Overlord                   | Шерцер           |
| 2019      | с | Игра престолов          | Game of Thrones            | Гарри Стрикленд  |
| 2019      | с | Человек в высоком замке | The Man in the High Castle | Вильгельм Гецман |
| 2021      | с | Племена Европы          | Tribes of Europa           | Бальтус          |
| 2021—2022 | с | 1883                    | 1883                       | Йозеф            |